# Dipseudopsis subfurcata
Dipseudopsis subfurcata är en nattsländeart som beskrevs av G. Marlier 1953. Dipseudopsis subfurcata ingår i släktet Dipseudopsis och familjen Dipseudopsidae. Inga underarter finns listade i Catalogue of Life.